# Markus Brann

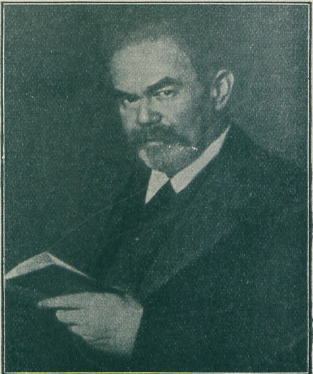
Markus Brann

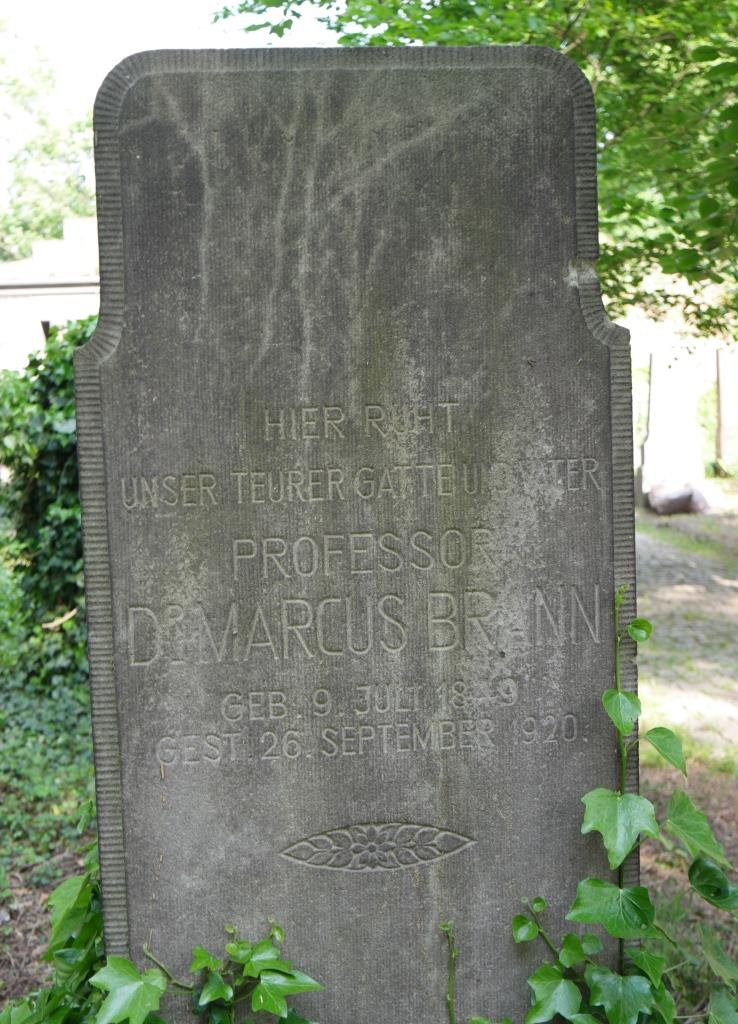
Grab von Markus Brann auf dem Alten Jüdischen Friedhof in Breslau

Markus Brann (Marcus Brann, Markus Mordechai / Mordechaj Brann; geboren am 9. Juli 1849 in Rawitsch, Posen; gestorben am 26. September 1920 in Breslau) war jüdischer Geschichtsforscher, Bibliograph und Rabbiner. Als Historiker arbeitete er vor allem zur Geschichte der Juden in Schlesien. Er war Dozent am Jüdisch-Theologischen Seminar in Breslau.

## Leben und Werk
Markus Brann wurde als Sohn des Rabbiners und Talmudisten Salomon Brann (1814–1903) sowie der Dorothea Brann, geborene Silberberg, geboren. Er studierte jüdische Theologie und Geschichte an der Universität Breslau, wo er 1873 auch zum Dr. phil. promoviert wurde; gleichzeitig war er am Jüdisch-Theologischen Seminar in Breslau eingeschrieben. Dort zählten Heinrich Graetz und Zacharias Frankel zu seinen Lehrern.
1875 erwarb Brann das Rabbinerdiplom. Anschließend wurde er zunächst unter Manuel Joël stellvertretender Rabbiner an der Neuen Synagoge in Breslau. 1883 übernahm er als Direktor das Auerbachsche Waisenhaus in Berlin. 1885 wurde er auf eine Rabbinerstelle in Pless berufen, wo er bis 1891 amtierte.
1891 trat er die Nachfolge von Heinrich Graetz am Jüdisch-theologischen Seminar in Breslau an und behielt diese Position bis zu seinem Tode bei. Sein Lehrstuhl umfasste Bibelexegese, jüdische Geschichte und Pädagogik. Zugleich verwaltete er die Bibliothek des Seminars. 1914 wurde ihm der Professorentitel verliehen.
Neben seiner Tätigkeit für das Seminar wirkte er in zahlreichen Vorständen und Ausschüssen mit, so in der 1902 gegründeten Gesellschaft zur Förderung der Wissenschaft des Judentums, des Esra-Vereins, der Alliance Israélite Universelle und des Reichsverbands der jüdischen Lehrervereine. Zudem war Brann Vorsitzender des Vereins für jüdische Geschichte und Literatur in Breslau, des Vereins israelitischer Lehrer in Schlesien und Posen (sowie 1876 Mitbegründer von dessen Unterstützungskasse) und Schulinspektor der Industrieschule für israelitische Mädchen.
Branns über Graetz hinausgehende Leistung liegt darin begründet, dass er das in öffentlichen und jüdischen Archiven schlummernde Material erstmals der wissenschaftlichen Forschung zugänglich zu machen suchte (wenn auch der groß angelegte Versuch der Errichtung eines Gesamtarchivs der deutschen Juden später zum Scheitern verurteilt war). Brann gehörte 1878 zu den Begründern des Vereins israelitischer Lehrer in Schlesien und Posen. Auch unterstützte er die Gründung einer jüdischen Volkshochschule in Breslau; neben seiner Lehrtätigkeit, deren Pflichten er mit Hingabe erfüllte, entfaltete er eine intensive wissenschaftliche Tätigkeit. Er zählte zum Mitarbeiterkreis der wichtigsten Fachzeitschriften für die Geschichte der Juden in Deutschland.
Gemeinsam mit David Kaufmann (seit 1892, nach dessen Tod 1899 als alleiniger Redakteur) gab er eine neue Folge der 1851 von Zacharias Frankel begründeten und von Graetz 1887 eingestellten Monatsschrift für Geschichte und Wissenschaft des Judentums (MGWJ) heraus.
An der von einem Kreis von Schülern veranstalteten Neuausgabe der Geschichte der Juden von Heinrich Graetz beteiligte Brann sich durch die Bearbeitung der Bände 2, 3, 10 und 11. Stärkere Eingriffe nahm er dabei vor allem bei dem abschließenden, der Neuzeit gewidmeten elften Band des monumentalen Werkes vor, indem er – hierin durch entsprechende Äußerungen Graetz’ für eine Neubearbeitung gedeckt – die in der Erstauflage vorgetragene scharfe Kritik des Autors an antisemitischen Tendenzen im Deutschland des 19. Jahrhunderts weitgehend strich oder abschwächte.
Weithin bekannt wurde Branns Name durch eine Überblicksdarstellung zur Geschichte der Juden und ihrer Litteratur (Geschichte der Juden und ihrer Litteratur Für Schule und Haus bearbeitet. 1. Theil: Von der babylonischen Gefangenschaft bis zum Abschluss des Talmuds, Breslau 1893 / 2. Theil: Vom Abschluss des Talmuds bis zur Gegenwart, Breslau 1895). Das Werk wurde noch vor 1914 mehrfach neu aufgelegt und erreichte eine große Leserschaft. Später veröffentlichte Brann auf der Grundlage dieses Buches weitere Abrisse zur jüdischen Geschichte und zur Literaturgeschichte, die gleichfalls eine erhebliche Verbreitung fanden und in mehreren Auflagen erschienen (Ein kurzer Gang durch die jüdische Geschichte. Herausgegeben vom Verein für jüdische Geschichte und Litteratur zu Breslau, Leipzig 1907; Ein kurzer Gang durch die jüdische Literatur. Zweite verbesserte Auflage, Wien / Berlin 1918; mehrere Neuauflagen).

## Schriften

### Bücher (als Verfasser)
- De Herodis, qui dicitur, magni filiis patrem in imperio secutis. Pars prima. Dissertatio inauguralis historica quam consensu et auctoritate amplissimi philosophorum ordinis in alma literarum universitate Viadrina ad summos in philosophia honores rite capessendos d. XX. M. Martil A. MDCCCLXXIII hora Xl. publice defendet auctor Marcus Brann Posnaniensis, Krotoschini o. J. [1873]
- Die Hundsfelder Druckerei, Breslau o. J. [1878]
- Geschichte der Gesellschaft der Brüder. Festschrift zur Säcular-Feier am 21. März 1880. Im Auftrage des Vorstandes bearbeitet von Markus Brann, Breslau o. J. [1881] (Web-Ressource)
- Geschichte des Landrabbinats in Schlesien. Nach gedruckten und ungedruckten Quellen, Breslau 1887
- Geschichte des Rabbinats in Schneidemühl. Nach gedruckten und ungedruckten Quellen bearbeitet. Der Ertrag ist für die Rabbiner Salomon Brann'sche Stiftung' in Schneidemühl bestimmt, Breslau 1894
- Ein kurzer Gang durch die jüdische Geschichte. Herausgegeben vom Verein für jüdische Geschichte und Litteratur zu Breslau, Breslau 1895
- Geschichte der Juden in Schlesien, Breslau 1896 (sie blieb unvollendet)
- Geschichte des jüdisch-theologischen Seminars (Fraenckel'sche Stiftung) in Breslau. Festschrift zum fünfzigjährigen Jubiläum der Anstalt, Breslau o. J. [1905]
- Ein kurzer Gang durch die jüdische Geschichte. Herausgegeben vom Verein für jüdische Geschichte und Litteratur zu Breslau, Leipzig 1907
- Geschichte der Juden und ihrer Litteratur. Für Schule und Haus bearbeitet. Dritte, vermehrte und verbesserte Auflage, Breslau 1910 / 1911
- Ein kurzer Gang durch die jüdische Geschichte. Herausgegeben vom Verein für jüdische Geschichte und Litteratur zu Breslau (Lamm’s Jüdische Feldbücherei. Nr. 8), Berlin 1916
- Wie Zacharias Frankel nach Teplitz kam, Berlin / Wien 1917 [Separatabdruck aus: Freie Jüdische Lehrerstimme. Vl. Jahrgang. Nr. 1–8]
- Jüdische Grabsteine in Ulm. In: Württembergischer Rabbiner-Verein (Hrsg.): Festschrift zum 70. Geburtstage des Oberkirchenrats Dr. Kroner, Stuttgart. Fleischmann, Breslau 1917, S. 162–188.
- Ein kurzer Gang durch die jüdische Literatur. Zweite verbesserte Auflage, Wien / Berlin 1918
- Ein kurzer Gang durch die jüdische Geschichte. Herausgegeben vom Verein für jüdische Geschichte und Litteratur zu Breslau (Jüdische Handbücherei 1). Dritte Auflage, Wien 1921

### Aufsätze (Auswahl)
- Abraham Muhr. Ein Lebensbild und ein Beitrag zur Geschichte der Juden in Schlesien. In: Jüdischer Volks- und Hauskalender für das Jahr 1891
- Über den Lebensgang des Generalprivilegierten und Obervorstehers der Breslauer Judenschaft Simon Hirsch. In: Monatsschrift für die Geschichte und Wissenschaft des Judenthums 37 (1893), 580ff.
- Dr. Leopold Zunz und seine Frankfurter Ahnen. In: Monatsschrift für die Geschichte und Wissenschaft des Judenthums 38 (1894), 493–500
- Aus Salomon Munks nachgelassenen Briefen. In: Jahrbuch für jüdische Geschichte und Literatur 2 (1899), 148–203
- Zur Genealogie der Maimoniden. In: Monatsschrift für die Geschichte und Wissenschaft des Judenthums 44 (1900), 138ff.
- Geschichte der Anstalt während des ersten Jahrhundert ihres Bestehens. In: 100. Jahresbericht über die Industrieschule für israelitische Mädchen, abgestattet vom Vorstande der Anstalt. A. Schüler, Breslau 1901, S. 1–35 (Web-Ressource der Centralna Biblioteka Judaistyczna).
- Die Familie Frankel. In: Monatsschrift für die Geschichte und Wissenschaft des Judenthums 45 (1901), 193–213
- Verzeichniss der Schriften und Abhandlungen Zacharias Frankel's. In: Monatsschrift für Geschichte und Wissenschaft des Judentums 45 (1901), 336–352
- Autobiographische Aufzeichnungen Zacharias Frankels. Herausgegeben von Markus Brann. In: Monatsschrift für die Geschichte und Wissenschaft des Judenthums 45 (1901), 558–562
- Wer war R. Mose Mariel? In: Monatsschrift für die Geschichte und Wissenschaft des Judenthums 47 (1903), 569–572
- David Honigmanns Aufzeichnungen aus seinen Studienjahren 1841–1845. In: Jahrbuch für jüdische Geschichte und Literatur 7 (1904), 133–188
- Identität der Familien Theomim und Munk. In: Monatsschrift für die Geschichte und Wissenschaft des Judenthums 55 (1911), 349–357
- Die Abstammung Ferdinand Lassalles. In: Archiv für jüdische Familienforschung, Kunstgeschichte und Museumswesen 2 (1913). Nr. 1–3, 27ff.
- Nachbemerkung zu L. Löwenstein: R. Juda Mehler II. In: Monatsschrift für die Geschichte und Wissenschaft des Judenthums 61 (1917), 291–292
- Die Abstammung und der Name Ferdinand Lassalles. In: Monatsschrift für die Geschichte und Wissenschaft des Judenthums 62 (1918), 270–274
- Der Fall Jerusalems. In: Emanuel bin Gorion: Das siebenfache Licht. Gestalten und Stoff des Judentums in der deutschen Dichtung. Ein Lesebuch, Berlin 1938, 298ff.

### Als Herausgeber
- Jüdischer Volks- und Hauskalender. Mit einem Jahrbuch zur Belehrung und Unterhaltung. 42. bis 48. Jahrgang, herausgegeben von Marcus Brann, Breslau 1895–1901
- Heinrich Graetz: Geschichte der Juden von den ältesten Zeiten bis auf die Gegenwart. Aus den Quellen neu bearbeitet. Band 10: Geschichte der Juden von der dauernden Ansiedelung der Marranen in Holland (1618) bis zum Beginne der Mendelssohn'schen Zeit (1750). Dritte, vermehrte und verbesserte Auflage. Bearbeitet von Markus Brann, Leipzig 1897
- Heinrich Graetz: Geschichte der Juden von den ältesten Zeiten bis auf die Gegenwart. Aus den Quellen neu bearbeitet. Band 11: Geschichte der Juden vom Beginn der Mendelssohn'schen Zeit (1750) bis in die neueste Zeit. Zweite, vermehrte und verbesserte Auflage. Bearbeitet von Markus Brann, Leipzig 1900
- Gedenkbuch zur Erinnerung an David Kaufmann. Herausgegeben von Markus Brann und Ferdinand Rosenthal, Breslau 1900 Nachdruck: New York 1980
- Zacharias Frankel. Gedenkblätter zu seinem hundertsten Geburtstage. Herausgegeben von Markus Brann (mit Beiträgen von Schülern Frankels und einem Verzeichnis seiner Schriften), Breslau 1901 [Separatabdruck aus: Monatsschrift für Geschichte und Wissenschaft des Judentums 45 (1901), 193–352]
- Heinrich Graetz: Geschichte der Juden von den ältesten Zeiten bis auf die Gegenwart. Zweiter Band: Vom Tode des Königs Salomo bis zum Tode des Juda Makkabi. Erste Hälfte. Zweite vermehrte und verbesserte Auflage bearbeitet von M. Brann, Leipzig 1902
- Heinrich Graetz: Geschichte der Juden von den ältesten Zeiten bis auf die Gegenwart. Zweiter Band: Vom Tode des Königs Salomo bis zum Tode des Juda Makkabi. Zweite Hälfte. Dritte Auflage bearbeitet von M. Brann, Leipzig 1902
- Heinrich Graetz: Geschichte der Juden von den ältesten Zeiten bis auf die Gegenwart. Dritter Band: Geschichte der Judäer von dem Tode Juda Makkabis bis zum Untergange des judäischen Staates. Fünfte verbesserte und vermehrte Auflage, erste Hälfte. Bearbeitet von M. Brann, Leipzig 1905
- Heinrich Graetz: Geschichte der Juden von den ältesten Zeiten bis auf die Gegenwart. Dritter Band: Geschichte der Judäer von dem Tode Juda Makkabis bis zum Untergange des judäischen Staates. Fünfte verbesserte und vermehrte Auflage, zweite Hälfte. Bearbeitet von M. Brann. Mit einer Tafel judäischer Münzen aus der Zeit des Aufstandes, Leipzig 1906
- David Kaufmann: Gesammelte Schriften. Herausgegeben von Markus Brann [Drei Bände], Frankfurt am Main 1908 / 1910 / 1915 [Nachdruck: New York 1980]
- Moses ben Maimon. Sein Leben, seine Werke und sein Einfluss. Zur Erinnerung an den siebenhundertsten Todestag des Maimonides herausgegeben von der Gesellschaft zur Förderung der Wissenschaften des Judentums. Band 1, Leipzig 1908 / Band 2: Leipzig 1914 [Nachdruck: New York 1980]
- Festschrift zu Israel Lewy's siebzigstem Geburtstag. Herausgegeben von Ismar Elbogen und Markus Brann, Breslau 1911 [Nachdruck: New York 1980]
- Germania Judaica. Herausgegeben von Markus Brann und Aron Freimann, Frankfurt am Main 1917–1920 [nach Branns Tode herausgegeben von Ismar Elbogen, Aron Freimann und H. Tykocinski]
- Heinrich Graetz. Abhandlungen zu seinem 100. Geburtstage (31. Okt. 1917), Wien / Berlin 1917